# Elio Donato
Elio Donato (in latino Aelius Donatus; fl. IV secolo) è stato un grammatico romano del IV secolo.

## Biografia
Fu senza dubbio il grammatico più influente della sua epoca (come attesta anche il titolo di clarissimus che gli fu dato), ma della sua vita non si conosce molto. Probabilmente di origine africana, insegnò anche retorica ed ebbe tra i suoi allievi San Girolamo e Rufino.

## Opere
Sotto il nome di Donato sono giunte a noi opere grammaticali ed esegetiche.

### Ars MaioreArs Minor

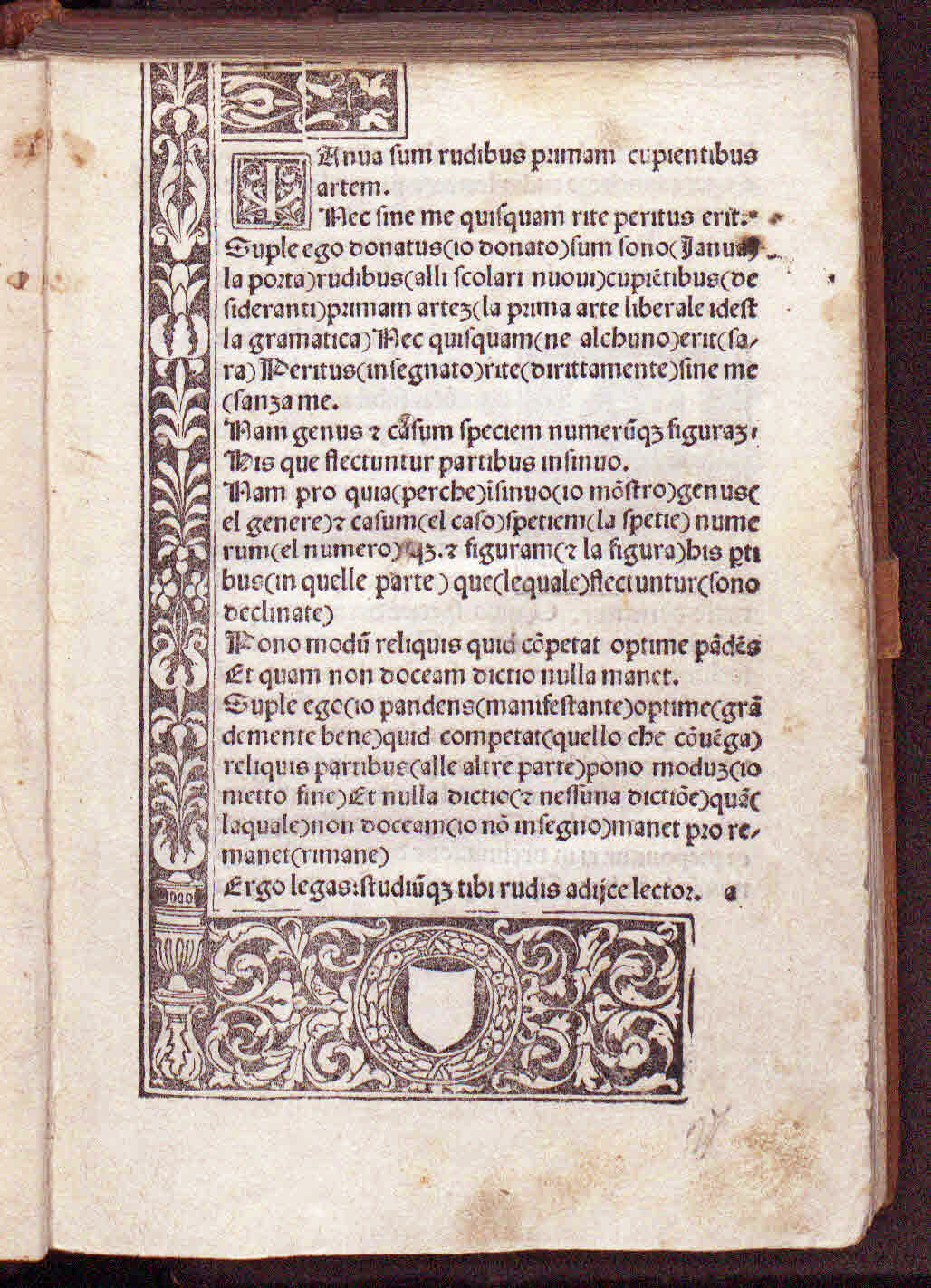
Ars minor, 1500 circa

Rientra nel primo gruppo l'Ars grammatica, tanto rinomata nell'antichità da suscitare l'interesse di commentatori successivi, quali Servio, Cledonio e Pompeo.
La prima parte, più breve e semplice, era dedicata a coloro che iniziavano gli studi grammaticali; strutturata sul modello di domande e risposte, trattava delle otto parti del discorso. La seconda, in tre libri, trattava anche di fonetica, metrica e stilistica. Normalmente queste due sezioni sono identificate come Ars minor e Ars maior e spesso sono considerate due opere a sé stanti: tale separazione è conseguenza del progressivo abbandono della prima parte più semplice a favore della seconda più completa, iniziato già in epoca antica e consacrato poi in epoca medievale. L'Ars minor rimase comunque fino al Rinascimento come testo utile per iniziare lo studio del latino.

### Commentari
Fra le opere esegetiche si ricorda il commentario sulle commedie di Terenzio, incompleto, dal momento che non ci è giunta la parte relativa all'Heautontimorumenos. L'opera si apre con una biografia del poeta, tratta dal De viris illustribus di Gaio Svetonio Tranquillo, ma ampliata dallo stesso Elio Donato; segue un'introduzione al genere letterario della commedia; quindi un commento su ognuna delle commedie di Terenzio, ciascuno introdotto da osservazioni sulla struttura, la storia, i personaggi e l'intreccio. Sull'origine di tale commentario gli studiosi sono incerti. L'estremo disordine delle notizie in esso contenute, infatti, ha fatto pensare inizialmente a delle rilevanti interpolazioni del testo (Lessing). Successivamente, riconosciutevi due tendenze interpretative alquanto differenti fra loro, si è ipotizzato che il testo a noi giunto fosse un'unione di due commenti distinti, quello di Donato e quello di Evanzio (Usener). Trova ora più sostenitori la tesi per la quale circolassero due serie di commenti, di cui una in forma di glosse entrambi di Donato, solo successivamente riunite (Sabbadini, Wessner).
Il commentario a Virgilio, composto sicuramente prima del 363, ci è giunto mutilo: rimangono soltanto la lettera dedicatoria al suo patrono Lucio Munazio; la biografia del poeta; l'introduzione alle Bucoliche (§ 47-69) e l'inizio della loro spiegazione (§ 70-72). Nella Lettera Donato espone il metodo filologico da lui seguito i cui cardini sono costituiti dalla completezza e dalla brevitas, con il continuo riferimento alle sue fonti, senza escludere alcuni interventi personali. La Vita è invece tratta da Svetonio, da quella Vita Vergili parte del De poetis, sezione per noi perduta del De viris illustribus. L'introduzione (la Praefatio) alle Bucoliche è costituita da una prima parte sull'autore e il titolo dell'opera, il genere letterario, i motivi che hanno indotto Virgilio a scrivere l'opera e il suo significato. La seconda parte, invece, offre un commento specifico all'opera, concentrandosi sia su aspetti stilistici e metrici sia su una più precisa esegesi testuale.
Non ci è giunto, invece, il breve trattato De structuris et pedibus oratoriis (o anche solo De structuris), nel quale Donato analizzava le clausole metriche.

## Edizioni

### Ars grammatica
- Ars minor, Firenze, Bartolomeo de' Libri, dopo il 1500?.
- A. M. Negri (ed.), Elio Donato. Ars grammatica maior, Reggio Emilia 1960 (con testo e commento).
- W. J. Chase (ed.), The Ars minor of Donatus, Madison 1926 (con traduzione e commento).
- L. Holtz (ed.), Donat et la tradition de l'enseignement grammatical. Etude sur L'Ars Donati et sa diffusion (IVe-IXe siècle), Paris 1981 (testo, commento, ampio studio sulla tradizione dell'opera)
- A. Schönberger: Die Ars minor des Aelius Donatus: lateinischer Text und kommentierte deutsche Übersetzung einer antiken Elementargrammatik aus dem 4. Jahrhundert nach Christus, Frankfurt am Main 2008, ISBN 978-3-936132-31-1.
- A. Schönberger: Die Ars maior des Aelius Donatus: lateinischer Text und kommentierte deutsche Übersetzung einer antiken Lateingrammatik des 4. Jahrhunderts für den fortgeschrittenen Anfängeruntericht, Frankfurt am Main 2009, ISBN 978-3-936132-32-8.

### Commento a Terenzio
- P. Wessner, Aelius Donatus. Commentum Terentii, Leipzig, Teubner, 1902-1905.

### Commento a Virgilio
- G. Brugnoli, Donato Elio, in Enciclopedia virgiliana, II, Roma 1985, pp. 125–127.
- G. Brugnoli, Vitae Vergilianae, in Enciclopedia virgiliana, V, Roma 1990, pp. 570–580.